# Анды (племя)
Анды (лат. Andes), более позднее название андегавы (лат. Andecavi) — галльские племена, жившие в низовьях Луары (лат. Liger). Главный город также назывался Анды или Юлиомаг (назван так римлянами в честь Юлия Цезаря), ныне Анже. В результате Галльских войн анды были покорены Римом и эта территория называлась civitas Andegavensis или civitas Andegavorum. От их имени происходит название графства (ныне области во Франции) Анжу (лат. Andegavia). 
Анды упоминаются такими древними авторами, как Плиний Старший, Тацит, Птолемей, Орозий. Они также неоднократно упоминаются в Записках о Галльской войне Гая Юлия Цезаря. 
В Южной Америке расположена самая длинная в мире горная система Анды, однако её название не имеет никакого отношения к племенам анды.

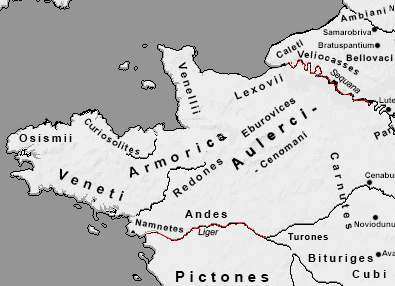
Карта Арморики, показывающая территорию, где проживали анды.